# Kurt Naumann
Kurt Naumann, auch Karl Naumann Skubowius, (* 27. November 1948 in Biere; † 11. Februar 2018 in Berlin) war ein deutscher Theater- und Filmschauspieler.

## Leben
Kurt Naumann wuchs in Halberstadt auf. Er absolvierte seine Schauspielausbildung an der Theaterhochschule „Hans Otto“ in Leipzig. Anschließend hatte er in der DDR u. a. Theaterengagements am Theater Freiberg/Döbeln, am Theater Anklam, am Theater Karl-Marx-Stadt und im Berliner Friedrichstadtpalast. Später trat er als Gast auch am Theater Basel auf.
Anfang bis Mitte der 1980er-Jahre hatte er ein Festengagement am Theater Anklam, wo er erstmals mit dem Regisseur Frank Castorf zusammenarbeitete. Er spielte unter Castorfs Regie die Titelrolle in Othello (Premiere: November 1982), Sasportas in Der Auftrag (Premiere: Juli 1983) und Kragler in Trommeln in der Nacht (Premiere: Juli 1984). Außerdem übernahm er dort in der Spielzeit 1982/83 die Rolle des Pedro in Brechts Die Gewehre der Frau Carrar beim Regiedebüt der Schauspielerin und Regisseurin Gabriele Gysi. In der Spielzeit 1982/83 gastierte er am bat-Studiotheater in Berlin als Postbote Mario in Antonio Skármetas Stück Brennende Geduld. In der Spielzeit 1987/88 spielte er am Theater Karl-Marx-Stadt u. a. Graf Bellièvre in Maria Stuart und der Sohn Peter Stockmann in Ibsens Ein Volksfeind (Premiere: Februar 1988).
Seit Anfang der 1990er-Jahre trat Naumann als Ensemblemitglied und fester Gast an der Volksbühne Berlin auf, wo er u. a. mit den Regisseuren Frank Castorf und Christoph Schlingensief zusammenarbeitete. Zu Naumanns Volksbühnen-Rollen unter der Regie von Castorf gehörten u. a. Spiegelberg in Die Räuber (Premiere: Spielzeit 1990/91), Helicon in Albert Camus’ Stück Caligula (Premiere: Spielzeit 1999/00), Major Gröber in Pension Schöller (Premiere: Spielzeit 1993/94), Kolasius in Golden fließt der Strahl von Karl Grünberg/Heiner Müller (Premiere: Spielzeit 1995/96), der Offizier Hartmann in Des Teufels General (Premiere: Spielzeit 1996/97, an der Seite von Corinna Harfouch als General Harras), der Ingenieur Alexej Nilytsch Kirillow in Dämonen (Premiere: Spielzeit 1999/00), Gawrila (Ganja) Ardalionowitsch in Der Idiot (Premiere: Spielzeit 2002/03) und Jesus Christus in Der Meister und Margarita (Premiere: Spielzeit 2002/03). Als „ökonomische Kreatur“ und „Billardstuben-Beau“ trat er in Castorfs Schuld und Sühne-Inszenierung auf. (Premiere: Spielzeit 2005/06). In der Spielzeit 2009/10 übernahm er an der Volksbühne Berlin die Rolle des flandrischen Galanteriehändlers Wesener und Vaters der Hauptfigur Marie, in einer Castorf-Neuinszenierung von Die Soldaten.
Naumann gastierte in den Castorf-Inszenierungen Dämonen und Schuld und Sühne auch beim Berliner Theatertreffen und bei den Wiener Festwochen.
In der Spielzeit 1993/94 trat er an der Volksbühne Berlin in der Schlingensief-Inszenierung Kühnen '94. Bring mir den Kopf von Adolf Hitler! auf. In der Spielzeit 1994/95 gastierte er als junger Faust in Werner Schwabs Faust-Stück Faust:: Mein Brustkorb: Mein Helm am Hans Otto Theater in Potsdam, neben Blixa Bargeld als Mephisto.
Am Berliner Kriminal Theater spielte Kurt Naumann außerdem in Wolfgang Rumpfs Erfolgsinszenierung von Agatha Christies Die Mausefalle die Rolle des zwielichtigen Italieners Paravicini.
Naumann wirkte ab 1983 auch in einigen DEFA-Film- und Fernsehproduktionen mit. Seine bekannteste Filmrolle hatte Naumann als 38-jähriger Architekt Daniel Brenner in dem 1990 entstandenen Kinofilm Die Architekten, in dem er eine „beeindruckende Darstellung“ der Hauptrolle bot. In dem DEFA-Film Banale Tage (1992), der 1991 beim Filmfestival Max Ophüls Preis den Preis der Interfilm-Jury erhielt, spielte er den Dramaturgen Peter Wagner, den Vater eines der beiden männlichen jugendlichen Hauptdarsteller.
Später konzentrierte sich Naumann schauspielerisch hauptsächlich auf seine Theaterarbeit und übernahm nur noch gelegentlich Film- und Fernsehrollen. In Michael Kliers Kinofilm Heidi M. (2001) spielte er, an der Seite von Katrin Saß, die Rolle von Winnie, den an seiner neuen, erheblich jüngeren und zudem schwangeren Lebensgefährtin verzweifelnden Ex-Mann der weiblichen Titelfigur.
Naumann arbeitete als Dozent für Szenenarbeit am Schauspielstudio Berlin.
Wie erst im November 2018 bekannt wurde, starb Kurt Naumann bereits am 11. Februar 2018 im Alter von 69 Jahren in Berlin.

## Filmografie
- 1983: Wiesenpieper (Fernsehfilm)
- 1984: Onkel Pelle (Fernsehfilm)
- 1985: Brennende Geduld[23] (Theateraufzeichnung; bat-Studiotheater Berlin)
- 1986: Aus dem bürgerlichen Heldenleben: Die Hose (Fernsehfilm)
- 1986: Der Verrückte vom Pleicher-Ring (Fernsehspiel)
- 1986: Polizeiruf 110: Gier (Fernsehreihe)
- 1990: Die Architekten (Kinofilm)
- 1991: Der Zwerg im Kopf (Fernsehfilm)
- 1992: Banale Tage (Kinofilm)
- 1994: Babysitter (Fernsehfilm)
- 1995: Einsteins Baby (Kinofilm)
- 1997: Des Teufels General (Theateraufzeichnung; Volksbühne Berlin)
- 2000: Dämonen (Fernsehfilm)
- 2001: Heidi M. (Kinofilm)
- 2002: Paule und Julia (Kinofilm)